# 카트리나 (프로레슬링 선수)
칼리 페레스(Karlee Perez)는 본명은 칼리 레이라니 페레스(Karlee Leilani Perez)라고 한다.(1985년 4월 19일 ~ )미국의 여자 프로레슬링선수다. 2011년 ~ 2012년까지 WWE NXT 이름이  맥신(Maxine)으로도 잘 알려져있다. 그러나 2012년 6월 28일 WWE NXT에서 떠나고 만다. 그러나 2014년 루차 언더그라운드 들어와서 이름이 카트리나(Catrina)라고 한다. 키는 164cm(5 ft 4 in)에다가 몸무게는 45kg(99 lb)나간다. 2004년 프로레슬링 입문으로 20세때 시작을 했다. 미국 플로리다 템파라고 있는데 거기서 자라났다. 피니쉬는 엘-밤/맥시멈 디스트럭션(싯아웃 인버티드 아토믹 드롭), 싯아웃 스파인버스터, 드래곤 슬리퍼 위드 바디시저스를 사용을 한다. 게다가 시그니처 기술은 바디 슬램, 백 바디 드롭, 프론트 드롭킥도 최강이다.

## Professional wrestling highlights
- Finishing moves
  - Dragon sleeper with bodyscissors - 2004–present
  - L-Bomb / Maximum Destruction (Sitout inverted double underhook atomic drop) - 2004–present
  - Sitout spinebuster - 2004-present
- Signature moves
  - Back body drop
  - Body slam
  - Diving hurricanrana drop
  - Diving leg drop
  - Diving plancha
  - Front dropkick sometimes from an elevated position
  - Hammerlock
  - Pumphandle slam
  - Running big boot
  - Straight jacket
- Managers
  - Alicia Fox
  - Aksana
  - Caylee Turner
  - Derrick Bateman
  - Johnny Curtis
- Wrestlers managed
  - Abraham Washington
  - Lucky Cannon
  - Mil Muertes
  - Sweet Papi Sanchez
- Entrance themes
  - "Crack in the Morning" by Joseph Saba & Stewart Winter (FCW; 2009-2011)
  - "Come 'N Get It" by James Driscoll, Jonathan Slott, John Hunter Jr. & Nicholas Seeley (WWE NXT; 2011-2012)

## 수상
- 워스트 워크드 매치 오브 더 이열 (2010) - 케이틀린 2010년 10월 19일 WWE NXT